# Cuba durante la Segunda Guerra Mundial

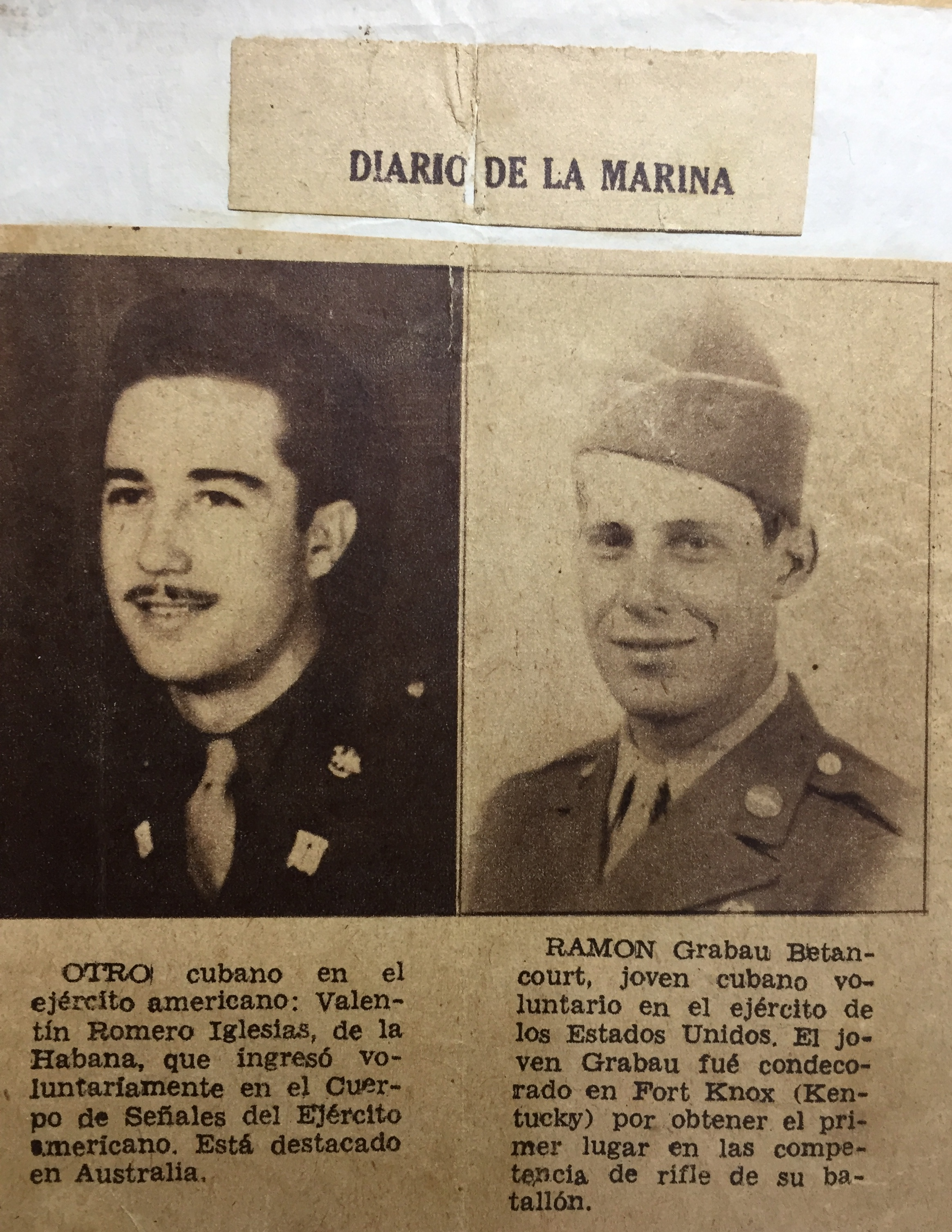
Soldados cubanoamericanos

La historia de Cuba durante la Segunda Guerra Mundial comienza en 1939. Debido a la posición geográfica de Cuba en la entrada del Golfo de México, el papel de La Habana como el principal puerto comercial de las Indias Occidentales y los recursos naturales del país, Cuba fue un importante participante en el Teatro americano de la Segunda Guerra Mundial, y fue uno de los mayores beneficiarios del programa de Préstamo y Arriendo de los Estados Unidos. 
Cuba declaró la guerra a las potencias del Eje en diciembre de 1941, convirtiéndose en uno de los primeros países latinoamericanos en entrar en el conflicto. Cuando terminó la guerra en 1945, el ejército cubano se había ganado la reputación de ser la nación caribeña más eficiente y cooperativa.

## Brú y Batista
Federico Laredo Brú era el presidente cubano cuando comenzó la guerra. Su única crisis significativa relacionada con la guerra antes de dejar el cargo en 1940 fue el asunto MS  St. Louis. El MS St. Louis era un transatlántico alemán que transportaba a más de 900 refugiados judíos de Alemania a Cuba. A su llegada a La Habana, el gobierno cubano se negó a permitir que los refugiados desembarcaran porque no tenían los permisos y visas correspondientes. Después de que el trasatlántico navegara hacia el norte, los gobiernos de los Estados Unidos y Canadá también se negaron a aceptar a los refugiados, por lo que el St. Louis navegó de regreso a través del Atlántico y dejó a los pasajeros en Europa. Algunos fueron a Gran Bretaña, pero la mayoría fue a Bélgica y Francia, que pronto fueron invadidas por las fuerzas alemanas. En última instancia, debido a la repetida negativa a acoger a los refugiados, muchos de ellos fueron hechos prisioneros por los alemanes y asesinados en campos de concentración.
Después de las elecciones cubanas de 1940, Brú fue sucedido por el "hombre fuerte y jefe" del Ejército cubano, Fulgencio Batista. En un principio, Estados Unidos se mostró preocupado por las intenciones de Batista sobre si alinearía a su país con el Eje o con los Aliados. Batista, poco después de asumir la presidencia, legalizó una organización profascista vinculada a Francisco Franco y su régimen en España, pero el temor de cualquier simpatía nazi por Batista se disipó cuando envió a los británicos una gran cantidad de azúcar como regalo. Más tarde, el temor a cualquier posible simpatía por Franco también se disipó cuando sugirió a Estados Unidos que lanzara una invasión conjunta con otros países del continente americano a España para derrocar a Franco y su régimen, pero el plan no se materializó.
El apoyo de Batista a la causa aliada se confirmó en febrero de 1941, cuando ordenó a todos los funcionarios consulares alemanes e italianos que abandonaran su país. Cuba entró en guerra el 9 de diciembre de 1941 al declarar la guerra a Japón, que dos días antes había lanzado un devastador ataque contra la base naval de los Estados Unidos en Pearl Harbor, Hawái. Cuba declaró la guerra a Alemania e Italia el 11 de diciembre de 1941 y, siguiendo a los estadounidenses, rompió relaciones con la Francia de Vichy el 10 de noviembre de 1942.

## Contribución en la Batalla del Caribe
Según el contraalmirante Samuel Eliot Morison, el ejército de Cuba fue "el más cooperativo y servicial de todos los estados del Caribe" durante la guerra y su armada fue "pequeña pero eficiente" en su lucha contra los submarinos alemanes. Tras la declaración de guerra de Cuba a las potencias del Eje, Batista firmó un acuerdo con los Estados Unidos que otorgaba permiso para que los Estados Unidos construyeran aeródromos en Cuba para la protección de las rutas marítimas del Caribe, y también firmó un pacto de defensa mutua con México para defenderse de submarinos enemigos en el Golfo de México. Entre las nuevas bases estadounidenses se encontraban la Base Aérea de San Antonio, cerca de San Antonio de los Baños, y la Base Aérea de San Julián , en Pinar del Río., ambos construidos en 1942 y entregados al ejército cubano después del final de la guerra. Estados Unidos también suministró a Cuba aeronaves militares modernas, que eran vitales para la defensa costera y las operaciones antisubmarinas, y reacondicionó la Armada cubana con armas modernas y otros equipos.
Durante la Segunda Guerra Mundial, la Marina cubana escoltó a cientos de barcos aliados a través de aguas hostiles, navegó casi 400 000 millas en convoyes y patrullas, voló más de 83 000 horas en convoyes y patrullas, y rescató a más de 200 víctimas de submarinos del mar, todos sin perder un solo buque de guerra o avión a causa de la acción enemiga. Sin embargo, aunque el ejército cubano fue elogiado por su conducta, durante toda la guerra persistieron los rumores de que los alemanes estaban operando pequeñas bases escondidas en calas a lo largo de la costa de Cuba, que se utilizaban para reabastecer a los submarinos. Sin embargo, los rumores eran injustificados y la falta de tales bases en el Caribe obligó a los alemanes a desarrollar submarinos de suministro, el submarino alemán Tipo XIV , que fue apodado "vacas lecheras", por logística.

### Ataque a barcos cubanos
Cuba perdió seis barcos mercantes durante la guerra, y se atribuyó a la Armada cubana el hundimiento de un submarino alemán. Los primeros cuatro barcos mercantes hundidos fueron el Manzanillo, un vapor de 1.025 toneladas, el Santiago de Cuba de 1.685 toneladas, el Mambi de 1.983 toneladas y el Libertad de 5.441 toneladas. Manzanillo fue hundido con el Santiago de Cuba el 12 de agosto de 1942 por el U-508. Los dos barcos navegaban en el Convoy Especial 12 cuando fueron atacados frente a los Cayos de Florida. En total, 33 marineros murieron en lo que se convirtió en el ataque más mortífero contra la marina mercante cubana durante la guerra, y otros 30 sobrevivieron.
El siguiente enfrentamiento ocurrió el 13 de mayo de 1943, cuando el U-176 hundió al Mambi. Mambi estaba con el Convoy NC-18, navegando a seis millas de Manatí, cuando fue alcanzado por un solo torpedo, lo que lo hundió rápidamente y mató a 23 hombres, incluidos cinco Guardias Armados de la Marina de los Estados Unidos, que tripulaban las armas del barco; Otros 11 sobrevivieron, incluido el capitán del barco y uno de los guardias armados. El barco estadounidense SS Nickeliner de 2.249 toneladas también se hundió durante el mismo ataque después de haber sido alcanzado por dos torpedos. La primera explosión del torpedo levantó la proa del barco fuera del agua y arrojó una columna de agua y llamas a unos 100 pies en el aire. El segundo dañó los tanques de amoníacoagua que llevaba el barco. Milagrosamente, la tripulación, que incluía siete guardias armados, escapó en botes salvavidas sin una sola pérdida de vidas. Fueron rescatados por un cazador de submarinos cubano cuando Nickeliner se hundió y aterrizó en Nuevitas.
"Libertad" fue el buque mercante cubano más grande hundido en la guerra. En la mañana del 4 de diciembre de 1943, el Libertad de 5.441 toneladas navegaba a unas 75 millas al suroeste del cabo Hatteras de Carolina del Norte , con el convoy KN-280 (navegando de Cayo Hueso a Nueva York ), cuando el U-129 lo atacó. Lanzando cuatro torpedos, el U-129 golpeó a Libertad dos veces en el costado de babor, lo que provocó que el barco primero se escorara severamente y luego se hundiera rápidamente. La tripulación no tuvo tiempo de enviar señales de socorro y aún estaba bajando balsas salvavidas cuando el agua del mar llegó a la cubierta del barco: 25 hombres murieron y otros 11 fueron rescatados por la Marina de los Estados Unidos después de haber estado varias horas a la deriva en mar.
Los dos últimos barcos mercantes cubanos fueron hundidos en febrero de 1944, aparentemente sin pérdida de vidas. En total, Cuba perdió 10.296 toneladas de envío durante la guerra, así como unas 80 vidas, incluidas las de los guardias armados estadounidenses. Hoy existe un monumento en la avenida del Puerto de La Habana a las personas que murieron en los atentados.

### El hundimiento del U-176

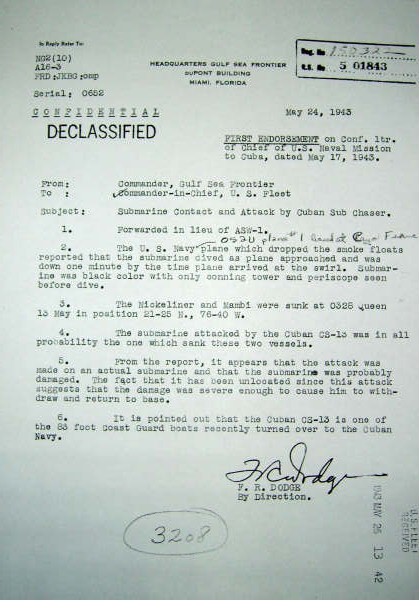
Un informe desclasificado de la Marina de los Estados Unidos sobre el hundimiento del U-176.

El único submarino hundido por la Armada cubana fue el U-176, el submarino que había hundido al Mambi y al Nickeliner. El 15 de mayo de 1943, una escuadra de cazadores de submarinos cubanos, formada por los CS-11, CS-12 y CS-13, zarpó de Isabela de Sagua hacia La Habana escoltando al buque hondureño Wanks, y al buque cubano Camagüey, ambos estaban cargados de azúcar. Las tripulaciones de los barcos mercantes, así como las de los barcos de guerra, estaban en alerta máxima. Justo antes de su partida, se había recibido un aviso de que se había detectado un submarino saliendo a la superficie frente a la costa norte de Matanzas.
Los barcos navegaban en líneas de proa a 500 yardas (460 m) de distancia. Camagüey estaba en el flanco más cercano a la costa. La escolta navegó a una distancia de 750 a 1000 yardas (690 a 910 m). El CS-12 iba al frente, seguido del CS-11 con el jefe de escuadra a bordo y, finalmente, el CS-13 estaba en la retaguardia. A las 17:15, cuando el convoy estaba frente a Cayo Megano, apareció en el cielo un hidroavión American Kingfisher proveniente del noreste. El avión cayó en picada y, volando a baja altura, dio dos vueltas, balanceándose y encendiendo y apagando su motor. Según un código establecido, esas maniobras servían para anunciar la presencia de un submarino alemán y marcar su posición exacta. El Kingfisher luego dejó caer un flotador de humo.
Tras dejar caer la carroza, el jefe de escuadrón cubano ordenó al comandante del CS-13, alférez Mario Ramírez Delgado, que explorara el área señalada por la avioneta. Una vez recibida la orden, el CS-13 navegó velozmente hacia la zona, donde el sonar de la lancha patrullera recibió un contacto claro y preciso a 900 yardas. El marinero que manejaba el sonar, Norberto Collado Abreu , estaba pegado al equipo, sin perderse ni un sonido. Entonces comenzó el ataque: se lanzaron desde la popa tres cargas de profundidad , preparadas para explotar a 100, 150 y 250 pies, de acuerdo con la velocidad calculada del submarino.
Se detectaron claramente cuatro explosiones. La cuarta explosión fue tan fuerte que la popa del barco cubano quedó sumergida y entró agua por la escotilla de la sala de máquinas. En ese momento, los hidrófonos reportaron un sonido similar a un líquido burbujeando cuando proviene de un contenedor sumergido que se abre repentinamente, lo que indica que el submarino había sido golpeado. Para acabar con el submarino, la lancha patrullera lanzó dos cargas de profundidad más, que estaban listas para explotar a 250 pies. Unos minutos más tarde, se observó una mancha oscura en la superficie del agua. Un chorro de una sustancia negra y viscosa, con olor a gasolina, salió de las profundidades. Aunque había pocas dudas de que el submarino había sido hundido, se ordenó a Delgado que tomara una muestra del agua de mar contaminada para confirmar la victoria. Incluso entonces, no fue hasta después de la guerra, se encontró el hundimiento del U-176. Según los documentos incautados, el U-176 estaba bajo el mando del Capitán Teniente Reiner Dierksen, quien había hundido once barcos enemigos en su carrera y él mismo se hundió con todas las manos perdidas.
La exploración del área de batalla con el equipo hidroacústico continuó por un corto tiempo después del enfrentamiento, pero no se detectó ningún sonido. Luego, el CS-13 se incorporó nuevamente al convoy y continuó su travesía. Al llegar a La Habana y luego de informar personalmente al Jefe de la Armada, Delgado habló por teléfono con el presidente Batista, quien le ordenó guardar absoluto silencio sobre lo sucedido. Por alguna razón desconocida, según Delgado, el hundimiento del U-176 permaneció en secreto para el público cubano durante el resto de la guerra. En 1946, Delgado finalmente recibió la Orden de Servicio Naval Meritorio con Distintivo Rojo. Además, el Contraalmirante Samuel E. Morison, historiador oficial de la Marina de los EE. UU., reconoció su éxito en su obra Historia de las Operaciones Navales de los Estados Unidos en la Segunda Guerra Mundial, en el que también elogió la capacidad y eficiencia de la Armada cubana.

## Asunto Lüning
La actividad de espionaje alemán en Cuba fue menor, a pesar de la importancia del país para el esfuerzo de guerra aliado, y fue eliminada por la contrainteligencia aliada antes de que realmente pudiera comenzar. Poco después de que comenzara la guerra, los alemanes comenzaron a operar una red de comunicaciones clandestina en América del Sur para recopilar información secreta y sacarla de contrabando de forma segura de la región a la Europa ocupada por los alemanes . Para Cuba, la Abwehr envió a un hombre, Heinz Lüning, a La Habana con órdenes de establecer una estación de radio secreta y luego transmitir la información recopilada a agentes en América del Sur, desde donde sería enviada directamente a Alemania.
Según el autor Thomas Schoonover, el plan podría haber funcionado, pero Lüning era un espía incompetente que no logró dominar los conceptos básicos del espionaje. Por ejemplo, nunca pudo hacer que su radio funcionara correctamente, no entendía cómo usar la tinta secreta que se le suministró y echaba de menos los buzones. Sin embargo, después de su arresto prematuro en agosto de 1942, funcionarios aliados, incluidos el presidente Batista, el general Manuel Benítez, J. Edgar Hoover y Nelson Rockefeller, intentó fabricar un vínculo entre Lüning y los submarinos alemanes que operaban en el Caribe al afirmar que estaba en contacto con ellos por radio, para brindarle al público una explicación de sus fallas en la campaña temprana de submarinos. Los oficiales aliados elevaron la importancia de Lüning a la de un "maestro espía", pero no hay evidencia de que alguna vez haya encontrado una sola pieza de inteligencia importante durante su estadía en Cuba. Lüning fue declarado culpable de espionaje y ejecutado en Cuba en noviembre de 1942, el único espía alemán ejecutado en América Latina durante la guerra.

## Las patrullas de Hemingway
Ernest Hemingway vivía en su casa, Finca Vigía, en Cuba cuando comenzó la guerra. Su primera contribución al esfuerzo de guerra de los Aliados sin salir de la isla fue organizar su propia fuerza de contrainteligencia para erradicar a los espías del Eje que operaban en La Habana. Llamándola su "Fábrica de ladrones", la unidad de Hemingway constaba de 18 hombres, muchos de los cuales había trabajado con cinco años antes durante la guerra civil española. Sin embargo, el esfuerzo no tuvo éxito y Hemingway pronto centró su atención en luchar contra los submarinos alemanes que operaban en el Mar Caribe.
Solo tres semanas después de recibir el permiso del embajador Spruille Braden para formar la "Fábrica de ladrones", Hemingway le pidió permiso a Braden para armar su barco de pesca, el Pilar, para patrullar contra los submarinos frente a las costas cubanas. Sorprendentemente, Braden le dio permiso a Hemingway, quien procedió a armar al Pilar y su tripulación con ametralladoras, bazucas y granadas de mano. El plan de Hemingway era similar al de la idea del barco Q: navegaría en lo que parecía ser una embarcación de recreo inofensiva, invitando a los alemanes a salir a la superficie y abordar, y cuando lo hicieran, el grupo de abordaje sería eliminado con el ametralladoras, y el submarino se enfrentaría entonces con las bazucas y las granadas.
Las patrullas de Hemingway contra los submarinos alemanes resultaron ser tan infructuosas como lo había sido la operación de contrainteligencia. Con el paso de los meses, y como no aparecía ningún submarino, las patrullas del Pilar se convirtieron en salidas de pesca, y las granadas se tiraban al mar como "deporte de borrachos". Después de agregar a sus hijos Patrick y Gregory a la tripulación, Hemingway reconoció que su aventura de caza de submarinos se había "convertido en una farsa", pero nunca lo admitió abiertamente. Años después, el oficial naval cubano Mario Ramírez Delgado, quien hundió el U-176 , dijo que Hemingway era “un playboy que cazaba submarinos en las costas cubanas por capricho”.